# Кожанов, Константин Григорьевич
Константин Григорьевич Кожанов (11 июня 1912, Бор, Семёновский уезд, Нижегородская губерния, Российская империя — 22 марта 2000, Москва, Россия) — советский военачальник, генерал-полковник танковых войск (1970). Кавалер семи орденов Красного Знамени, участник Великой Отечественной войны.

## Довоенная служба
В Красную Армию был призван в марте 1933 года на срочную службу. Сначала учился в полковой школе 49-го стрелкового полка 17-й стрелковой дивизии Московского военного округа, с июня 1933 года был курсантом бригадной школы Отдельной механизированной бригады имени Калиновского. В октябре 1933 года направлен в Орловскую бронетанковую школу. Окончил её в 1936 году.
С декабря 1936 служил в 5-й танковой бригаде Харьковского военного округа: командир танка, с мая 1938 — командир танкового взвода. Участник Гражданской войны в Испании. С сентября 1938 года служил в 14-й тяжелой танковой бригаде: помощник командира роты по строевой части и с мая 1939 года — командир роты. С июня 1940 года был заместителем командира батальона 29-го танкового полка 15-й танковой дивизии. Участник советско-финской войны, на которой был ранен и за отличия в которой был награждён орденом Ленина.

## Великая Отечественная война
Участник Великой Отечественной войны с первых дней. С 22 сентября 1941 года командовал батальоном малых танков 4-го танкового полка 4-й танковой бригады полковника М. Е. Катукова. Участник Московской битвы, в бою 22 ноября 1941 года был ранен и лечился в госпитале.
С января 1942 года — командир танкового батальона 22-й танковой бригады. С 28 июля 1942 года — командир 216-й танковой бригады (8 декабря 1942 года преобразована в 15-ю гвардейскую танковую бригаду).
В марте 1943 года опять был ранен. После выхода из госпиталя в июне его направили на учёбу на Академические курсы усовершенствования офицерского состава при Военной академии механизации и моторизации имени И. В. Сталина. Но учиться довелось недолго, в связи с тяжелыми боями был вновь направлен на фронт и в конце июля 1943 года назначен командиром 15-й гвардейской танковой бригады 1-го гвардейского танкового корпуса. В сентябре 1944 года за форсирование реки Нарев был представлен к званию Герой Советского Союза. В этом представлении было отмечено:

В боях при прорыве обороны противника на плацдарме между рекой Западный Буг и рекой Нарев в районе ВЫШКУВ, при форсировании реки Нарев и завоевании плацдарма на западном берегу проявил мужество, умение и отвагу. Бригада под его командованием одна из первых форсировала реку Нарев, прорвала сильно укрепленную оборону немцев на западном берегу р. нарев и во взаимодействии с 1-м гв. мото-стрелковой бригадой завоевала плацдарм 6 километров по фронту и 8 километров в глубину. За три дня боёв с 5 по 8.09.1944 бригада нанесла большие потери в живой силе и технике врага. Разгромлено до 3 батальонов немецкой пехоты, уничтожено до 6 батарей артиллерии, 12 танков и самоходных установок, колонну автомашин и конный обоз. Тов. КОЖАНОВ, находясь в боевых порядках и подразделений, рискуя жизнью, вёл бригаду на разгром врага. 
Подписавшего представление на Героя командира корпуса генерала М. Ф. Панова поддержал командующий 65-й армией генерал П. И. Батов, но командующий бронетанковыми и механизированными войсками 1-го Белорусского фронта Г. Н. Орёл с представлением не согласился и понизил награду до ордена Ленина. Этим орденом и был награждён К. Г. Кожанов.
В третий раз тяжело ранен 20 января  и по март 1945 года лечился, а затем оставлен для восстановления в распоряжении отдела кадров штаба бронетанковых и механизированных войск 2-го Белорусского фронта. Дважды горел в танках. За время войны Кожанов два раза был упомянут в благодарственных в приказах Верховного Главнокомандующего

## Послевоенная служба
В послевоенные годы продолжил службу в армии. С июля 1945 года вновь командовал 15-й гвардейской танковой бригадой 1-го гвардейского танкового корпуса. С 12 ноября 1945 года — заместитель командира 21-й гвардейской механизированной дивизии. С 29 октября 1946 года командовал 14-м гвардейским танковым полком в 4-й гвардейской танковой дивизии. С 13 января 1949 года — командир 43-го гвардейского танко-самоходного полка в той же танковой дивизии.
В 1950 году окончил академические курсы усовершенствования офицерского состава при Военной академии механизации и моторизации имени И. В. Сталина. С сентября 1950 — заместитель командира 4-й гвардейской танковой дивизии. С 13 октября 1951 года — командир 1-й танковой дивизии. С 17 ноября 1954 по январь 1957 года — командир 18-й гвардейской тяжелой танковой дивизии Северо-Кавказского военного округа.
В октябре 1958 года окончил Военную академию Генерального штаба Вооружённых Сил СССР. С 10 января 1959 года — начальник отдела боевой подготовки 8-й танковой армии Прикарпатского военного округа, с 12 сентября 1960 года — первый заместитель командующего 8-й танковой армией. С 25 мая 1961 года — начальник управления боевой подготовки Московского военного округа. С 29 декабря 1965 года — командующий 1-й гвардейской танковой армией в Группе советских войск в Германии. Часть войск армии принимала участие в операции «Дунай» под личным командованием генерала К. Г. Кожанова. С октября 1968 года — заместитель Главнокомандующего Группы советских войск в Германии по боевой подготовке. С июня 1969 года — первый заместитель командующего войсками Закавказского военного округа. С декабря 1969 года — старший представитель главнокомандующего Объединенных Вооруженных сил государств Варшавского Договора при Министре национальной обороны Чехословацкой Социалистической Республики.
С 4 апреля 1974 года находился в распоряжении Главнокомандующего Сухопутных войск. Вскоре был уволен в запас.

## Воинские звания
- Лейтенант (6.12.1938)
- Старший лейтенант (4.11.1938)
- Капитан (до 1941)
- Майор (8.01.1942)
- Подполковник (7.03.1942)
- Полковник (21.02.1944)
- Генерал-майор танковых войск (3.08.1953)
- Генерал-лейтенант танковых войск (27.04.1962)
- Генерал-полковник танковых войск (29.04.1970)

## Награды
- Орден Жукова (25.04.1995, за отличия в руководстве войсками при проведении боевых операций в период Великой Отечественной войны 1941—1945 годов)[4]
- Два ордена Ленина (11.04.1940, 06.04.1945[5])
- 7 орденов Красного Знамени (30.04.1942[6], 07.05.1943[7], 06.01.1944[8], 31.05.1945[9], 05.11.1954[10], 31.10.1967, 21.02.1969)
- Орден Кутузова II степени (23.08.1944)[11]
- Орден Отечественной войны I степени (06.04.1985)[12]
- Два ордена Красной Звезды (20.06.1949[13]; 10.06.1982)
- Медали СССР и России

Приказы (благодарности) Верховного Главнокомандующего в которых отмечен К. Г. Кожанов.
- За овладение городом Речица — крупным узлом коммуникаций и важным опорным пунктом обороны немцев на правом берегу среднего течения Днепра. 18 ноября 1943 года. № 43.
- За овладение штурмом города и крупной железнодорожной станцией Бобруйск — важным узлом коммуникаций и мощным опорным пунктом обороны немцев, прикрывающим направления на Минск и Барановичи. 29 июня 1944 года. № 125.

Других государств
- Орден «9 сентября 1944 года» 2-й степени с мечами (БНР)
- Орден Красного Знамени (ЧССР)
- Крест Храбрых (ПНР)
- Медаль «За Варшаву 1939—1945» (ПНР)
- Медаль «Братство по оружию» (ГДР)
- Орден Белого льва I степени (27.06.1974, ЧССР)[14]